# Joci Pápai
Joci Pápai (født 22. september 1981) er en ungarsk sanger, som repræsenterede Ungarn ved Eurovision Song Contest 2017 med sangen "Origo". Han opnåede en 8. plads.
Han repræsenterede igen Ungarn ved Eurovision Song Contest 2019 med sangen "Az én apám". Det lykkedes ikke at blive kvalificeret til finalen.